# Aristomenos
Aristomenos war vermutlich ein zwischen 540 und 530 v. Chr. tätiger griechischer Vasenmaler des schwarzfigurigen Stils. Sein Name ist durch eine signierte Amphora im Pariser Louvre und eine fragmentarisch signierte Hydria in der Biblioteca Civica Gambalunga in Rimini überliefert. Ob es sich dabei tatsächlich um eine Malersignatur handelt, ist nicht genau erkenntlich. Stilistisch steht er dem sogenannten Princeton-Maler nahe und war möglicherweise ein nahestehender Mitarbeiter des Exekias.